# Felipe Rubini
Felipe Rubini, (Montevideo, 20 d'octubre de 2008) és un estudiant, músic, compositor i pianista uruguaià.
Fill de Solsiré Bertran i Federico Rubini, és l'únic fill d'una família de professors de música. Des de molt aviat va començar a estudiar música i piano.
Va ser guanyador del Concurs Nacional de Piano d'Uruguai el 2021, realitzat a l'Auditori Vaz Ferreira Sodre.
Va realitzar actuacions a l'Argentino Hotel, Aeroport Internacional de Carrasco,
Antel Arena, Sala Zitarrosa, entre d'altres.
Va estar al programa de Susana Giménez; A solas con Lucas Sugo (Tot sol amb Lucas Sugo) music program Desayunos Informales.
Va ser concursant i semifinalista en la versió en format internacional del programa de televisió de talent Got Talent de Canal 10.
Compartio escenaris i col·laboracions amb violinista uruguaià Edison Mouriño, el músic Lucas Sugo, Luana Persíncula, Jorge Nasser, Alejandro Spuntone, entre d'altres.

## Premis
- 2021, Concurs Nacional de Piano d'Uruguai.
- 2022, Premi The Grace, compositor de l'any.

## Televisió
- 2019, Susana Giménez a Telefe.
- 2020, A solas con Lucas Sugo
- 2021, Got Talent Uruguay a Canal 10.
- 2023, Desayunos Informales a Canal 12.
- 2023, Mañana en Casa a Canal 10.[12]

## Senzills
- 2020, Tree of life
- 2020, Run For Love
- 2020, My Moon
- 2021, Mi Mayor Bendición
- 2022, Selah
- 2022, Soy Mejor (con Alejandro Spuntone)
- 2022, Nudo en la garganta (con Lucas Sugo)
- 2022, Roto (con Mariano Bermúdez)

## Videoclip
- 2020, Tree Of Life (director Guillermo Dranuta)
- 2021, Run For Love
- 2022, Roto (con Mariano Bermúdez)
- 2022, Nudo en la Garganta (con Lucas Sugo)